# Mary Beth Peil
Mary Beth Peil (Davenport, 25 de junho de 1940) é uma atriz e cantora norte-americana.

## Carreira
Mary Beth Peil fez sua estreia na TV em 1992. Em 1994 participou do seriado norte-americano Law & Order.
Entre 1998 e 2003, ganhou destaque no seriado adolescente Dawson's Creek no papel de Evelyn 'Grams' Ryan. Junto com os jovens protagonistas da série, ela foi a única atriz a aparecer ao longo das seis temporadas, participando de 74 dos 128 episódios.

## ligações externas
- Mary Beth Peil. no IMDb.